# Kus van mij
Kus van mij is een nummer van de Nederlandse zanger Guus Meeuwis uit 2016. Het is de vierde en laatste single van zijn tiende studioalbum Morgen.
"Kus van mij" is een vrolijke meezinger, waaraan Guus' broer Marc heeft meegeschreven. Het nummer werd echter geen hit; het bereikte slechts de 10e positie in de Nederlandse Tipparade.